# Station Ptusza
Station Ptusza is een spoorwegstation in de Poolse plaats Ptusza.